# Bornholt
Bornholt è un comune dello Schleswig-Holstein, in Germania.
Appartiene al circondario (Kreis) di Rendsburg-Eckernförde (targa RD) ed è parte della comunità amministrativa (Amt) di Mittelholstein.